# Szalai Borbála
Szalai Borbála (Bárány Sándorné) (Ungvár, 1926. június 24.  – Ungvár, 2011. augusztus 9.) kárpátaljai költő, gyermekíró, műfordító, tankönyvkiadói szerkesztő.

## Élete
Ungváron érettségizett 1945-ben, majd az ungvári egyetem levelező tagozatos magyar szakán szerzett oklevelet 1957-ben. Közben már 1950-ben elhelyezkedett a kijevi tankönyvkiadó ungvári magyar szerkesztőségében, a Ragyanszka Skola Tankönyvkiadónál: eleinte a magyarra fordított tankönyvek kontroll-szerkesztését, majd 1954-től a magyarul írt tankönyvek és módszertani segédkönyvek gondozását végezte. 1960-tól vezető szerkesztő lett, végül 1988-ban ment nyugdíjba. Számos magyar nyelvű ábécés könyvet, olvasókönyvet, szöveggyűjteményt, nyelvtankönyvet állított össze a kárpátaljai magyar iskolások számára.
1954-től folyamatosan publikált az ungvári magyar nyelvű sajtóban, mint például a Kárpáti Igaz Szó, az igazi Kárpáti Igaz Szó, a Kárpátalja, az Ukrajnai Magyar Krónika, az Irka, a Kárpáti Kalendárium, a Sugaras utakon, az 1985, a Hónapsoroló, vagy a 2002 oldalain.
Versei szintén 1954-től jelentek meg, költeményeit több nyelvre lefordították. Népszerűséget gyermekeknek írt verseivel, mesekönyveivel szerzett, amiken nemzedékek nőttek fel Kárpátalján; e művei a rendszerváltás után magyarországi iskolai tankönyvekben is szerepelnek. Bökversei jelentek meg az Együtt című folyóiratban (a Magyar Írószövetség Kárpátaljai Írócsoportjának folyóiratában), először annak 2004/3. számában.
Műfordítói tevékenysége ukrán és orosz írók műveinek magyarra fordítására terjedt ki.

## Művei
- Dongó Dani danája: gyermekversek. Budapest: Móra Kiadó, Uzsgorod: Kárpáti Kiadó, 1969
- Hinta-palinta: versek, mesék. Uzshorod: Kárpáti Kiadó, 1973
- Giling-galang csengettyű: válogatott gyermekversek. Uzshorod: Kárpáti Kiadó, 1980
- Őrködő csillagok: Gyermekversek, mesék, találós kérdések. Budapest: Móra Kiadó, Uzsgorod: Kárpáti Kiadó, 1983
- Csipkebokor, csipkeág: válogatott gyermekversek. Uzsgorod: Kárpáti Kiadó, 1986
- Csarivnij dzvinocsok. (gyermekversek), Kijev, 1986
- Csillagföldön jártam. Kárpátaljai magyar könyvek (74.), Budapest: Intermix Kiadó, Ungvár: Patent, 1996
- Gyalogösvény, gyalogút: versek, mondókák, tréfák gyerekeknek. Kárpátaljai magyar könyvek (117.), Ungvár: Intermix Kiadó,  2003
- Férjhez ment a cincér lánya: Válogatás gyerekeknek mindenféle állatokról. Beregszász: Kárpátaljai Magyar Pedagógusszövetség Tankönyv- és Taneszköztanácsa, 2005
- Zöld erdőben jártam... Ungvár: Kárpáti Kiadó, 2006
- Tücsök-bogár: Gyermekversek, mondókák. Debrecen: Tóth Könyvkereskedés és Kiadó, 2006
- Morzsák: életem igaz történetei. (önéletrajzi regény) Kárpátaljai magyar könyvek (173.), Ungvár: Intermix Kiadó, 2007
- Utazás ábécéországba. (társszerző: Diószeginé Nanszák Tímea) Debrecen: Tóth Könyvkereskedés és Kiadó, 2008
- Mesevásár: verses mesék iskolásoknak. Kárpátaljai magyar könyvek (211.), Ungvár–Budapest: Intermix Kiadó, 2011

### Műfordításai
- Ivan Jakovics Franko : Elbeszélések. Užgorod: Kárpátontúli Kiadó, 1952
- Ljubov Fjodorovna Voronkova (wd): Két barátnő iskolába megy. Küjiv, Uzshorod: Radjansz'ka Skola, 1958
- Vaszil Szemenovics Sztefanik (wd): Juharlevelek. (társfordító: Balla László, Várady László) Budapest: Európa Kiadó, 1959
- Jurij Dmitrovics Jacsejkin (wd): A mi titkaink. Sirály könyvek-sorozat, Budapest: Móra Kiadó, Uzsgorod: Kárpáti Kiadó, 1972
- Mihajlo Ivanovics Tomcsanyij: A Zsmenyak család. (társfordító: Bulecza Rozália) Budapest: Európa Kiadó, Uzsgorod: Kárpáti Kiadó, 1972

## Díjai
- Fegyir Potusnyak-díj (a Zöld erdőben jártam... című művéért)

## Tagságai
- Szovjetunió Írószövetsége (1980–1991)
- Ukrán Írószövetség (1991–2011)
- József Attila Irodalmi Stúdió Védnöki Tanácsa